# Muricococcum sinense
Muricococcum sinense là một loài thực vật có hoa trong họ Đại kích. Loài này được Chun & F.C.How mô tả khoa học đầu tiên năm 1956.